# Cetinje
Cetinje montenegrói város és község, az ország korábbi fővárosa.

## A község települései
A község Cetinje városa mellett még 93 faluból áll.
Bajice, Barjamovica, Bijele Poljane, Bjeloši, Bobija, Boguti, Bokovo, Češljari, Cetinje, Čevo, Đalci, Dide, Đinovići, Dobrska Župa, Dobrsko Selo, Dodoši, Donja Zaljut, Donje Selo, Dragomi Do, Drušići, Dubovik, Dubovo, Dugi Do, Dujeva, Erakovići, Gađi, Gornja Zaljut, Gornji Ceklin, Grab, Građani, Gradina, Izvori, Jankovići, Jezer, Kobilji Do, Kopito, Kosijeri, Kranji Do, Kućišta, Lastva, Lipa, Lješev Stub, Majstori, Malošin Do, Markovina, Meterizi, Mikulići, Milijevići, Mužovići, Njeguši, Obzovica, Oćevići, Očinići, Ožegovice, Pačarađe, Pejovići, Petrov Do, Poda, Podbukovica, Prediš, Prekornica, Prentin Do, Prevlaka, Proseni Do, Radomir, Raičevići, Resna, Riječani, Rijeka Crnojevića, Rokoči, Rvaši, Ržani Do, Šinđon, Smokovci, Štitari, Tomići, Trešnjevo, Trnjine, Uba, Ubli, Ublice, Ugnji, Ulići, Velestovo, Vignjevići, Vojkovići, Vrba, Vrela, Vuči Do, Žabljak, Zabrđe, Začir, Zagora, Žanjev Do.

## Fekvése
A hegyekkel körbevett Kotori-öböl fölött emelkedő Lovcen hegység délkeleti lejtője mellett fekvő település, mely Kotorból 25 hajtűkanyarból álló, 1749 méter magasságú szerpentinen át közelíthető meg.

## Nevének eredete
Nevét az egykor a cetinjei mezőn eredő Cetina búvópatakról kapta.

## Történelme
A török időkben ide menekült a törökök elől az országnak nevet adó Crnojevic feudális birtokos család egyik leszármazottja, Ivan Crnojevic a Shkodrai-tó melletti várából.
1484-ben ő emeltette a híres Cetinje kolostort. Itt székeltek évszázadokon keresztül a montenegrói püspök-uralkodók, a vladikák. Ez volt a nemzeti kultúra központja évszázadokon keresztül.
A 15. században már nyomda is működött itt. A török hódoltság alatt Montenegró fővárosát többször is felperzselték a török martalócok, így 1692-ben, 1712-ben és 1785-ben is.
Cetinje 1885-től 1918-ig fejedelmi, majd királyi székhely volt. Ma műemlék és iskolaváros. Műemlék épületei a régi erőd hegye az Orlov-Krs alatti úgynevezett kormányzónegyedben találhatók. Itt épült fel az 1450-ben épített Vlaska crkvát, a királyi palotát is, mely egy pirosra festett, erkélyes-timpanonos klasszicista épület, fehér gipszdíszekkel. A palota ma múzeum. A Cetinje kolostor terméskő épületének árkádos folyosóit a montenegrói püspök-uralkodók síremlékei díszítik, akiket ide helyeztek örök nyugalomra.
Itt a kolostor műkincsei között őrzik az első délszláv nyelven megjelent, és itt Cetinjében 1493-ban kinyomtatott Oktoih című könyvet is.
A Vlaska-templom érdekessége, hogy kerítése az 1876. évi háborúban zsákmányolt török puskák csöveiből készült.
A templom előtt pedig Baja Pivljanin, a törökök elleni nemzeti harcok hősének sírja található.
A templom előtti magaslaton áll a Tabija-erőd, a hagyomány szerint a csatában megölt törökök fejét ide tűzték ki a montenegróiak.
A második világháború során 1941-ben a várost az olasz csapatok szállták meg. Montenegró területén létrejött egy kollaboráns bábkormány, amely előbb olasz (1941–1943), majd német irányítás (1943–1944) állt és Cetinjében volt a székhelye. A város ekkor átmenetileg ismét Montenegró fővárosa volt.

## Nevezetességek

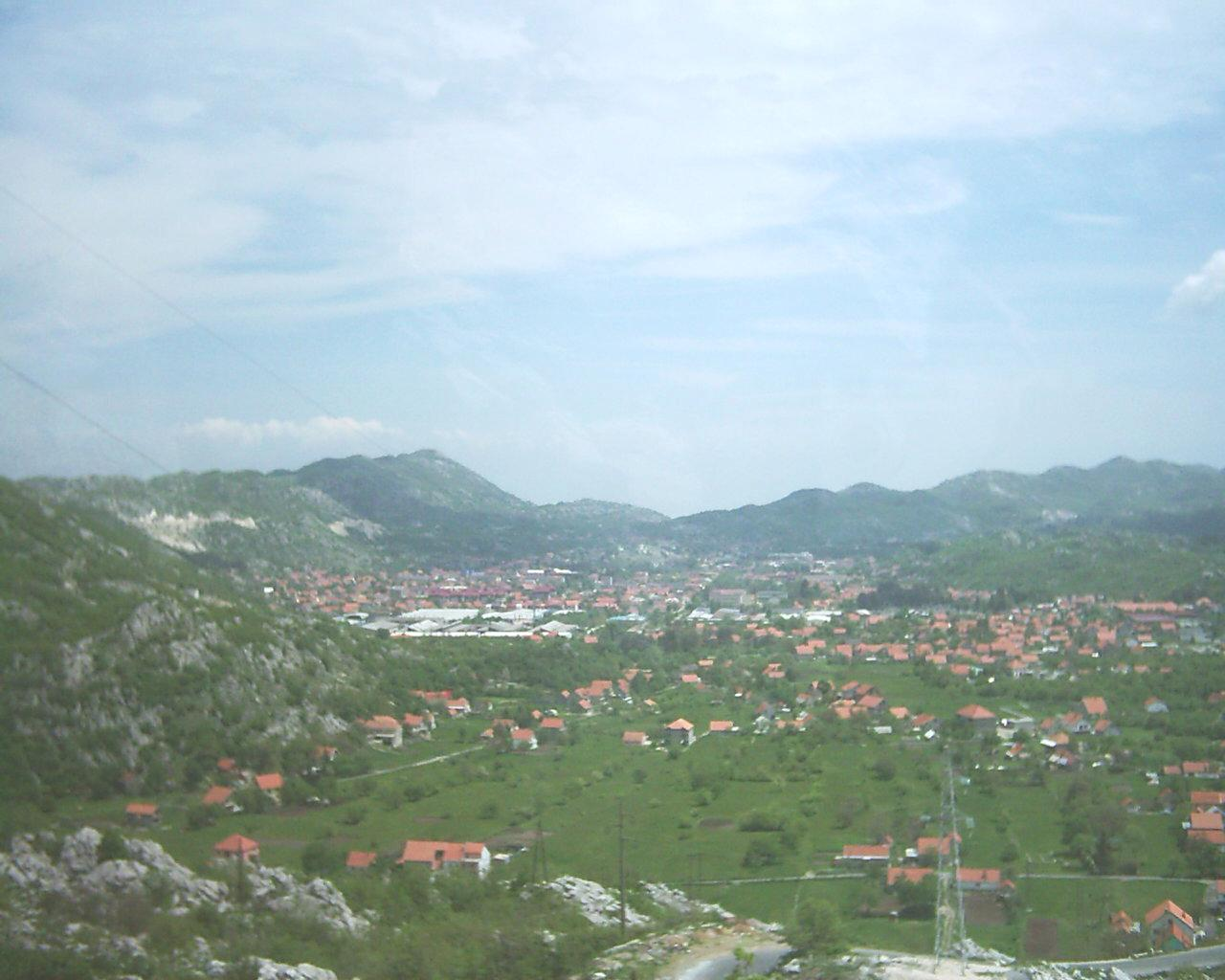
Cetinje látképe a Lovcen-hegység karéja alatt

- Cetinje kolostor
- Királyi palota
- Vlaska-templom

## Képek

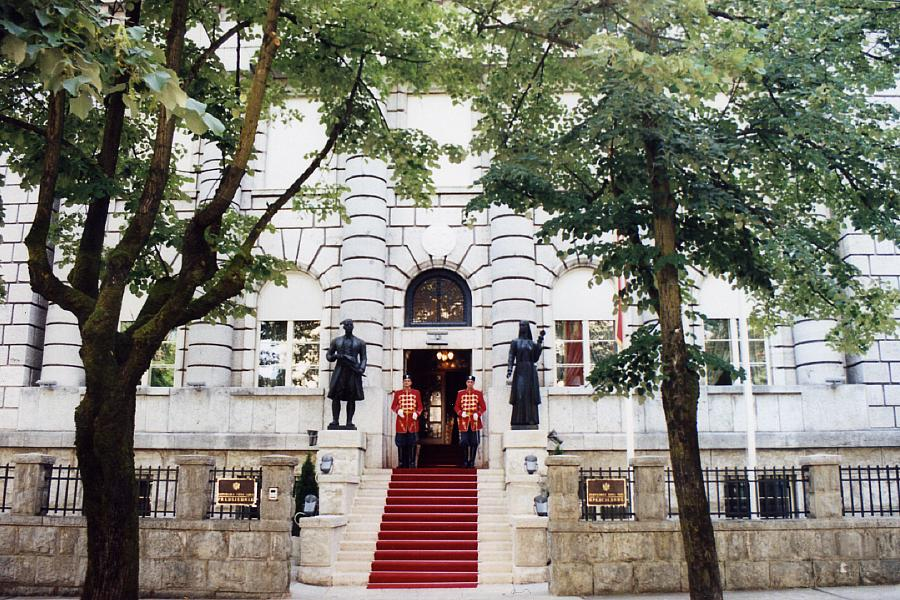
Az elnöki palota
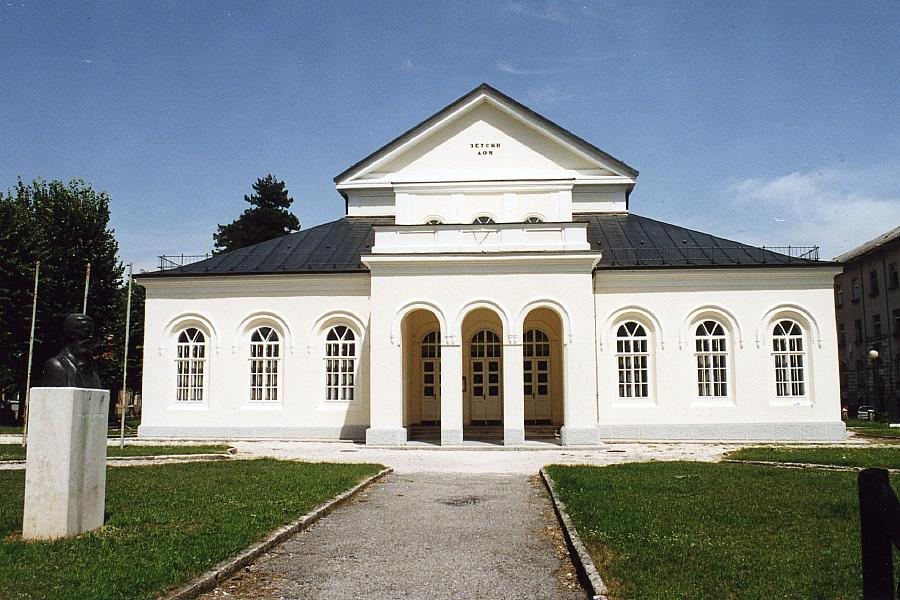
A színház épülete
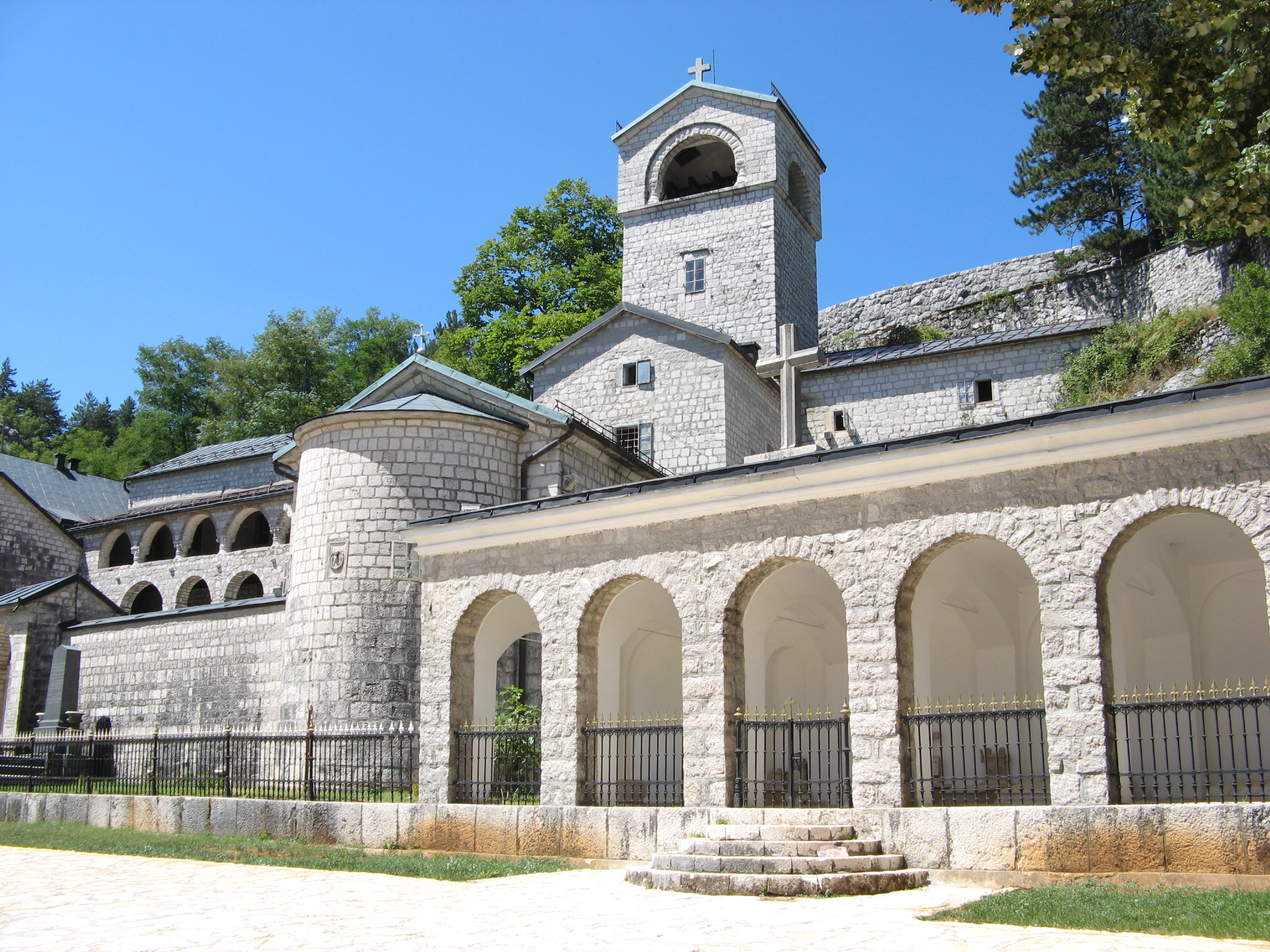
A kolostor épülete
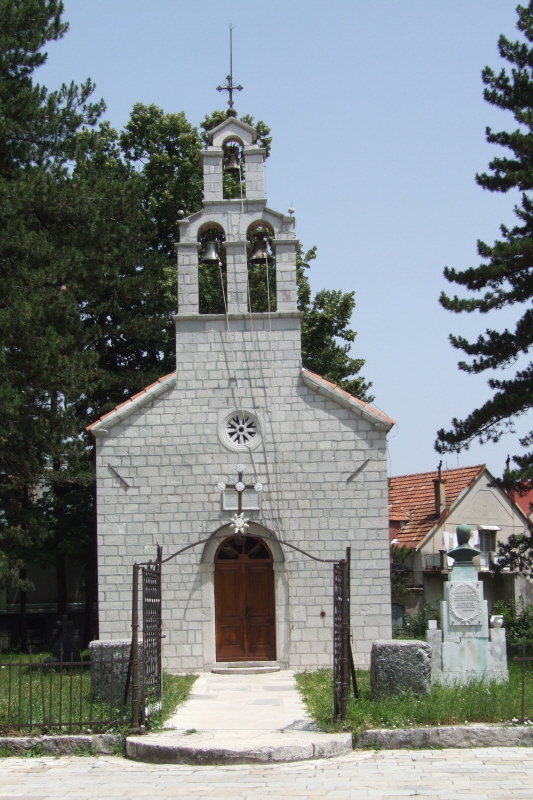
A Vlaska-templom
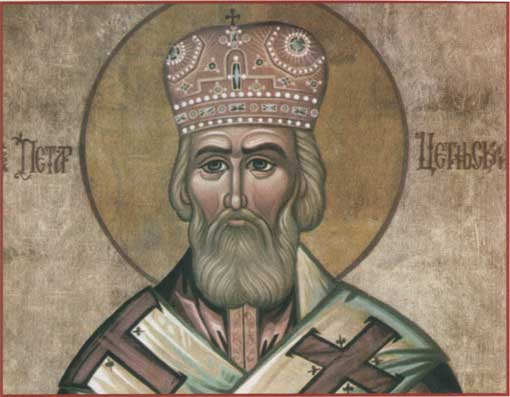
Szent Péter-freskó
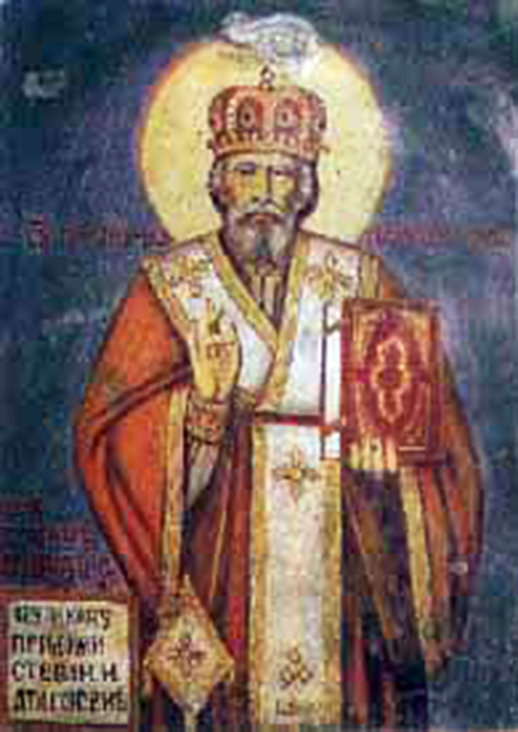
Szent Péter egy cetinjei freskón
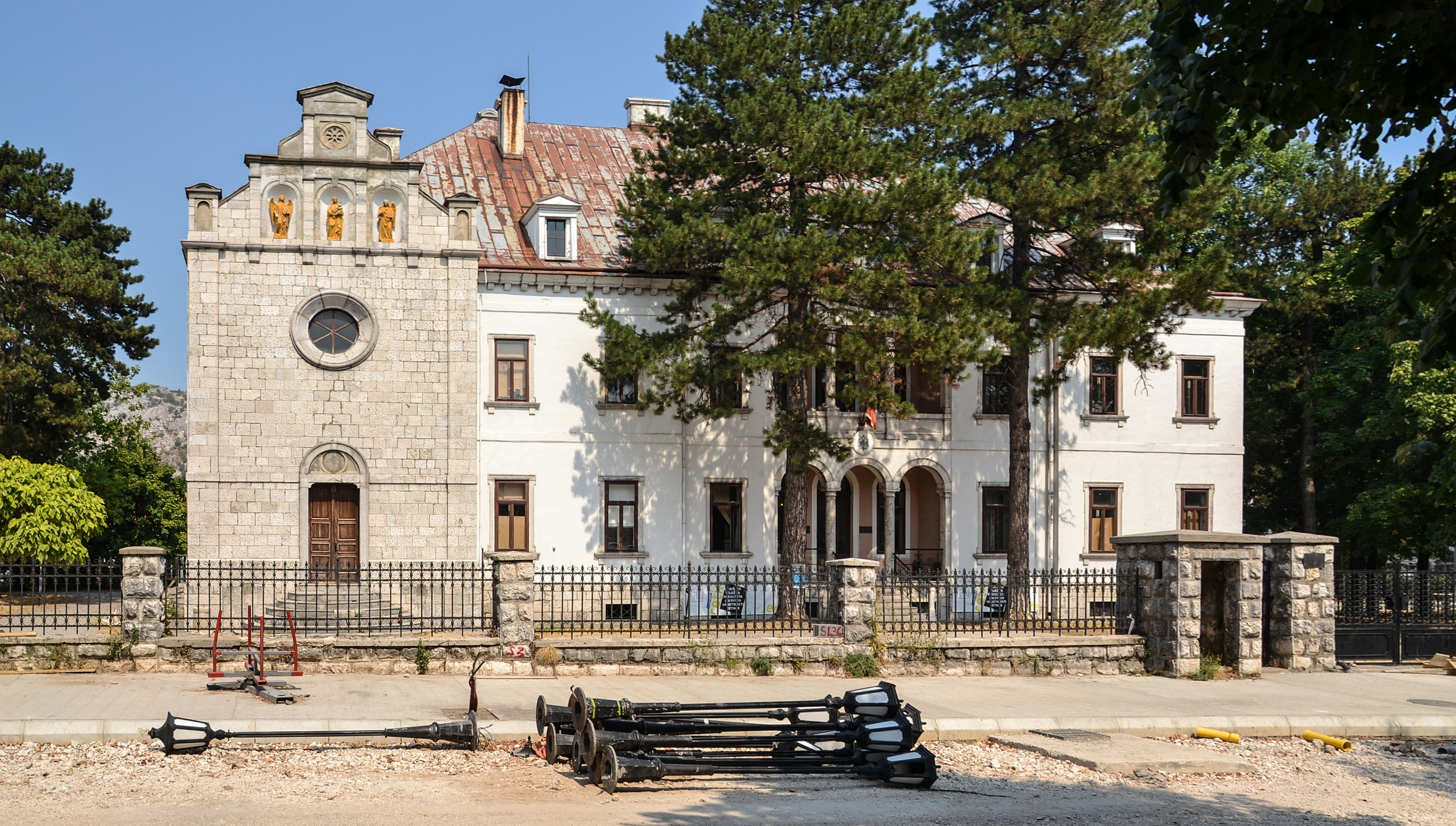
A volt osztrák-magyar nagykövetség épülete
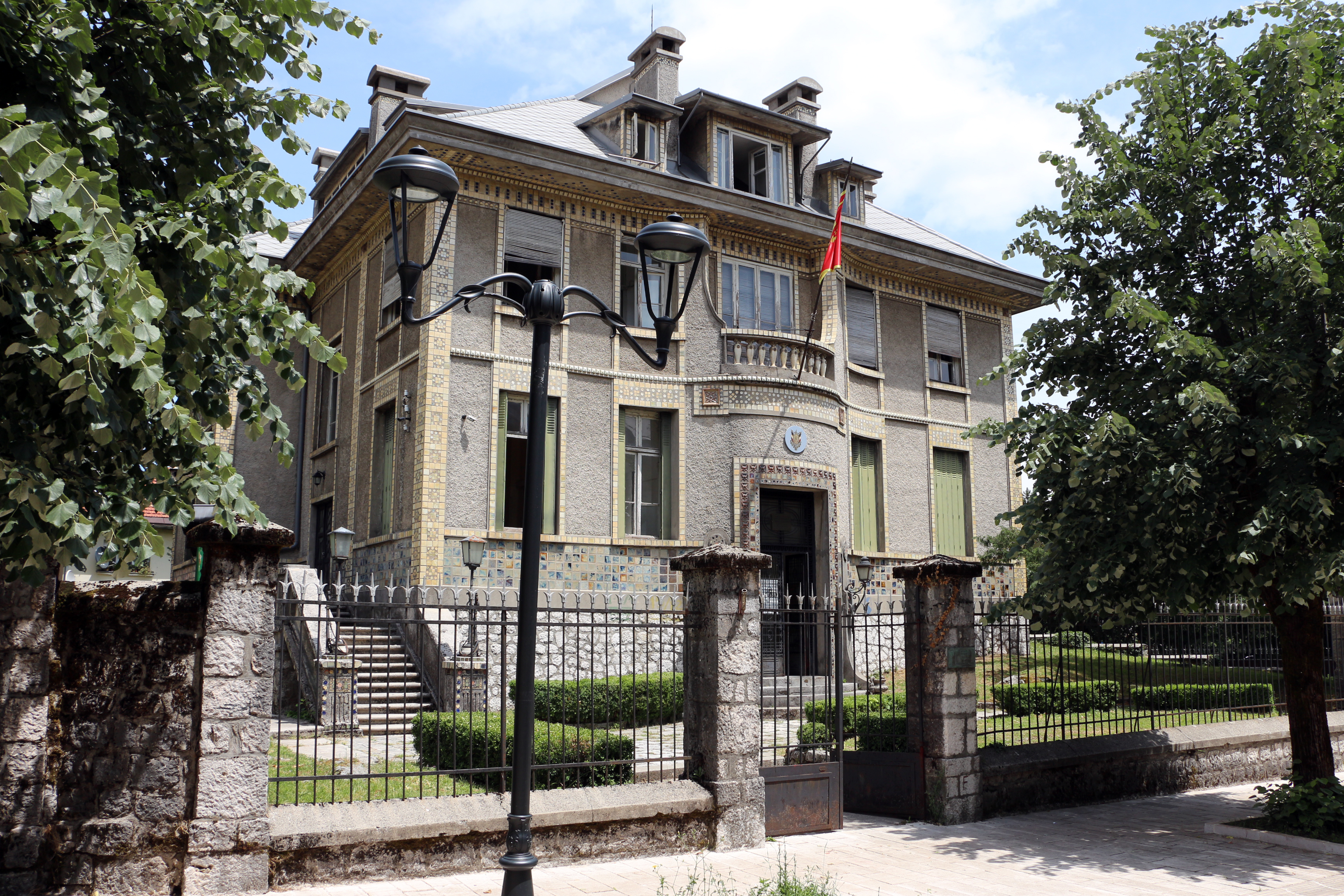
A volt francia nagykövetség épülete
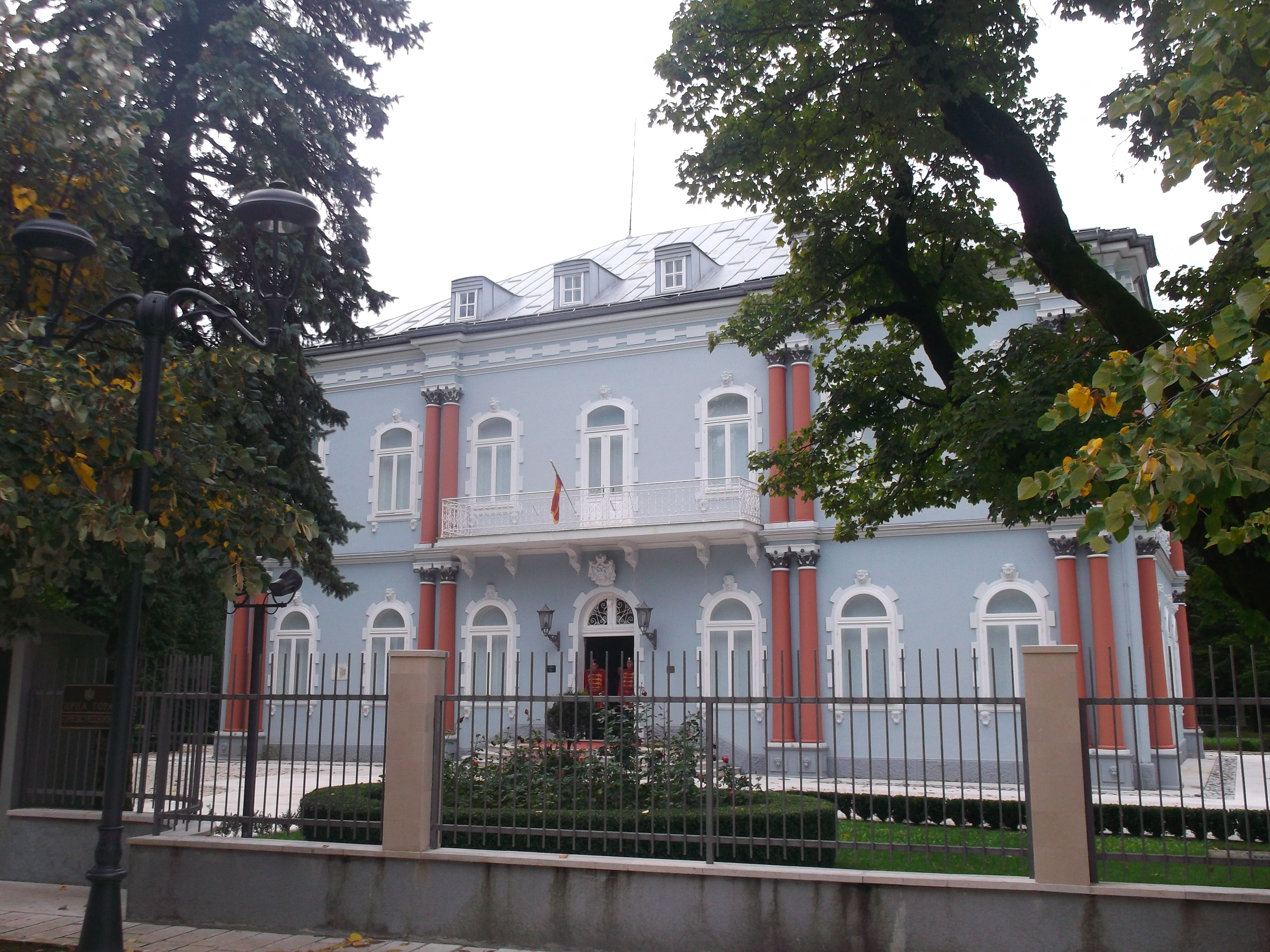
A Kék Palota, ma elnöki palotaként szolgál